# George Stinney
George Junius Stinney Jr. (21 d'octubre de 1929 - 16 de juny de 1944) va ser, a l'edat de 14 anys, la persona més jove executada als Estats Units al segle xx i l'últim menor de 16 anys. 70 anys després va ser declarat innocent.

## Context
Stinney va ser condemnat per l'assassinat de dues nenes: Betty June Binnicker, d'11 anys i Mary Emma Thames, de 8, al Comtat de Clarendon, a Carolina del Sud, el 24 de març de 1944. Stinney va ser arrestat l'endemà sota càrrecs d'assassinat en primer grau. El judici va tenir lloc el 24 d'abril al Tribunal del Comtat de Clarendon. Un cop seleccionat el jurat popular, va començar el judici a les 12:30 h i va acabar a les 17:30 h. Després de sols 10 minuts de deliberació, el jurat va emetre el veredicte de culpable.
Les lleis de Carolina de Sud d'aleshores establien que tota persona de més de 14 anys era tractada com adulta. Stinney va ser sentenciat a mort a la cadira elèctrica. L'execució va fer-se efectiva a la Penitenciària Estatal de Carolina de Sud, a Columbia, el matí del 16 de juny de 1944, menys de tres mesos després del crim.
El cas Stinney és controvertit encara en l'actualitat per no haver estat resolt satisfactòriament atès que tant les indagacions com el procés judicial contenen anomalies importants. En aquest context, el 1988, el cas va donar lloc a la novel·la de David Stout, Carolina Skeletons. El 1991 es rodà la pel·lícula homònima.
Més tard, es va saber que la biga amb la qual les dues nenes van ser assassinades pesava més de quaranta-dues lliures (19,07 quilograms). Es va considerar que Stinney no era capaç d'aixecar la biga ni de colpejar amb força suficient com per matar les dues nenes.

## Resolució del cas
Després 70 anys, la jutgessa de Carolina de Sud, Carmen Tevis Mullen, va decretar, el dimecres 17 de desembre de 2014, que el condemnat a mort més jove de la història dels Estats Units no va tenir un procés just. La jutgessa va dictaminar que el procés judicial contra George Stinney era ple de «vulneracions fonamentals i constitucionals impròpies d'un procés regular».
Durant un procés que no va durar més d'una jornada, la policia va afirmar que comptava amb la confessió de l'adolescent, encara que no se'n va trobar cap prova escrita als arxius judicials. El seu advocat, un cobrador d'impostos en plena campanya per la seva reelecció, va convocar molt pocs testimonis i amb prou feines va realitzar cap contrainterrogatori. El jurat (blanc) en va tenir prou amb uns minuts per a condemnar l'adolescent a la pena capital. El seu advocat no va apel·lar la sentència, fet que hagués bastat per a suspendre l'execució. A l'examinar les actes del procés, la magistrada Mullen no va trobar cap referència a la presentació de l'arma del crim.
Pel que fa a la confessió de Stinney, la jutgessa estima que la policia la va obtenir d'una «manera indeguda, no d'acord amb els codis i procediments penals». A més, la germana de Stinney afirmà que ella estava al costat del seu germà el dia de l'assassinat i que per tant era innocent.